# فوهة باك

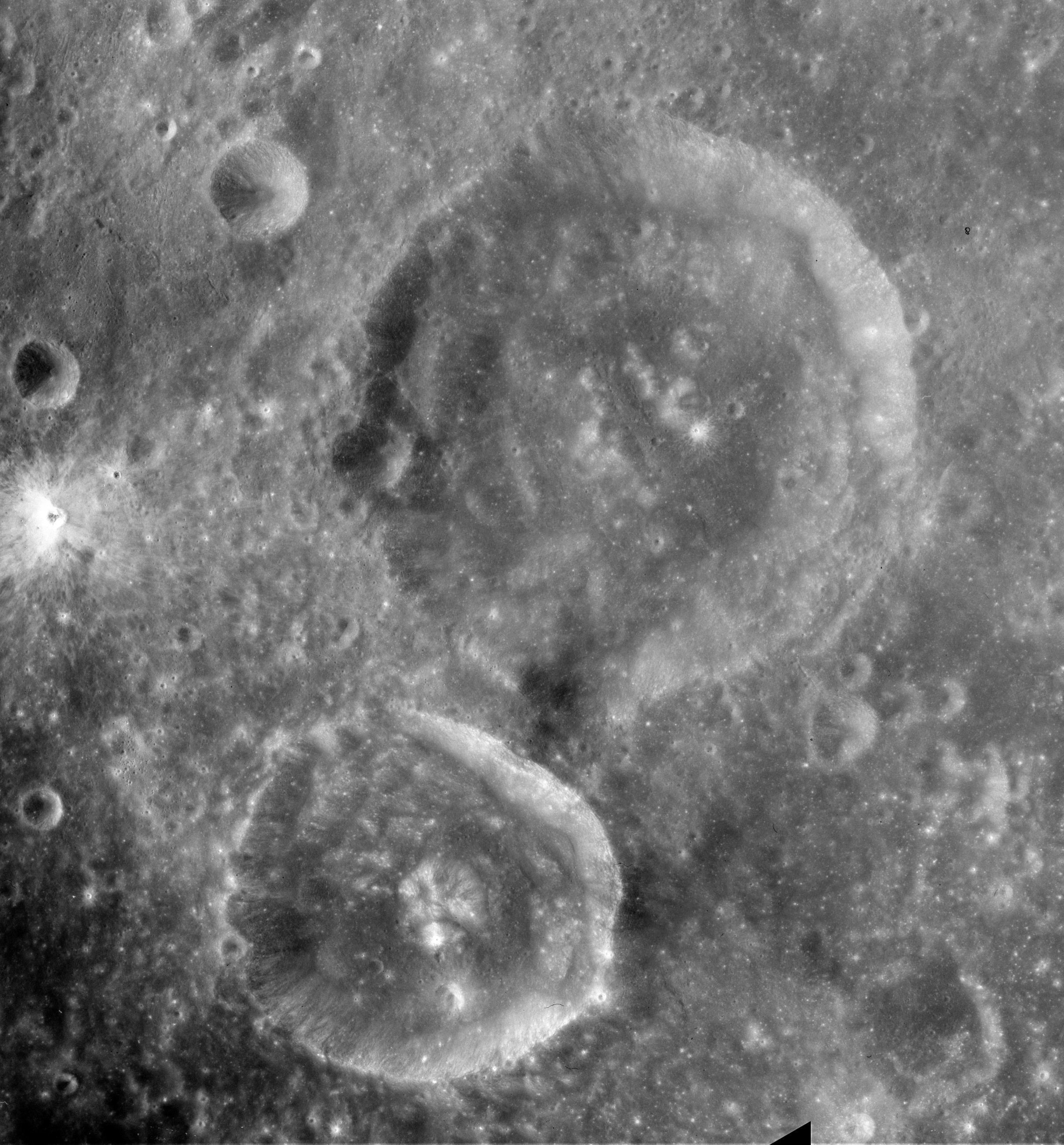
فوهة باك من بعثة أبولو 16 أسفل يسار الصورة، بينما توجد فوهة شوبرت أعلى يمين الصورة

فوهة باك (1. 1°N 80.7°E) فوهة صدمية تقع بالقرب من الحافة الشرقية لسطح القمر. تقع الفوهة شمال حافه بحر سميث. يحد الفوهة من الشمال الشرقي فوهة شوبرت، فوهة جينكيز من الغرب. بينما يحدها من جهه الجنوب الغربي فوهتي ويرستراس– فان فليك.
قد تظهر الفوهة على شكل دائرة مع ضيق. بحواف خارجية حاده لا علامة مميزه بها تدل على تعرضها للتآكل كباقي الفوهات المحيطه بها. على الرغم من صغر حجم الفوهة يوجد بها قمه في منتصف الفوهة تقريبا حالها كحال باقي الفوهات الكبيرة.

## الوصف
يبلغ قطر الفوهة ما يقرب من 35 كم، بينما لم يتم تحديد عمقها حتى الآن، وعلى زاوية 280° من شروق الشمس. سميت الفوهة على اسم الفيزيائي الألماني إرنست إميل الكسندر باك تكريما له على مجمل أعماله.

## وصلات خارجية
- فوهات القمر
- جوله حول فوهات القمر -ناسا.